# Maria Adolfsson
Maria Anna Katarina Adolfsson (Stoccolma, 27 giugno 1958) è una scrittrice svedese conosciuta principalmente per i romanzi con protagonista la detective della polizia Karen Eiken Hornby, ambientati nell'arcipelago del Doggerland. La serie di Doggerland è stata tradotta in 18 Paesi e solo in Svezia ha venduto più di 260 000 copie.

## Biografia
Cresce in un'isola dell'arcipelago non distante da Stoccolma. In seguito, lavora nel campo della comunicazione.
Vive a Stoccolma e lavora full-time come scrittrice.

## Opere

### Serie di Doggerland
- 2018 - Inganno, Milano, SEM
- 2019 - Avviso di burrasca, Milano, SEM
- 2020 - Tra il diavolo e il mare, Milano, SEM